# Csermelyaszat
A csermelyaszat (Cirsium rivulare) az őszirózsafélék (Asteraceae) családjába tartozó növényfaj.

## Leírása

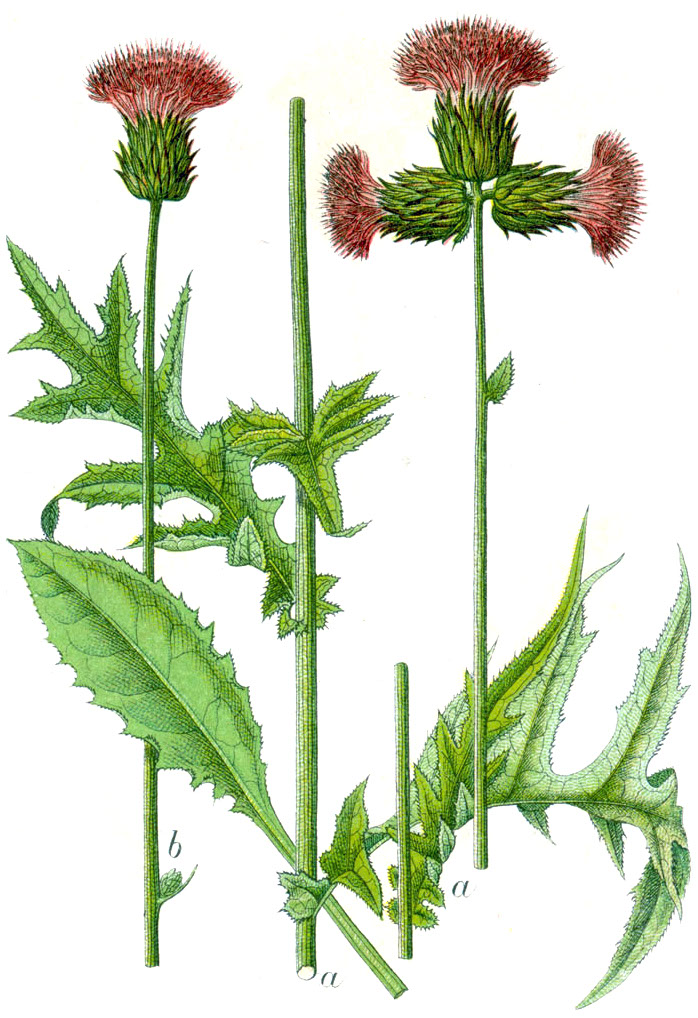

A 30–100 cm magas. Levelei mindkét oldalon sötétzöldek, rövid szőrűek, fülesek, szárölelők, mélyen szárnyasak, a levélszárnyak lándzsásak, többnyire épek. Az alsó levelek tövig szeldeltek, a tőlevelek csak alsó felükön hasadtak, felső felükön enyhén karéjosak. Szára 3-5, néha 7 fészkű, májustól júliusig nyíló virágai bíborszínűek, fészekpikkelyei rendszerint pirossal futtatottak.

## Élőhelye
Nedves és mocsárréteken, árkokban, forrásoknál. Az Alpokban és előterében elterjedt, máshol ritka, hazánkban üde lápréteken szórványosan nő.

## Életmódja
Júniustól augusztusig virágzik.